# 聖保羅音樂廳

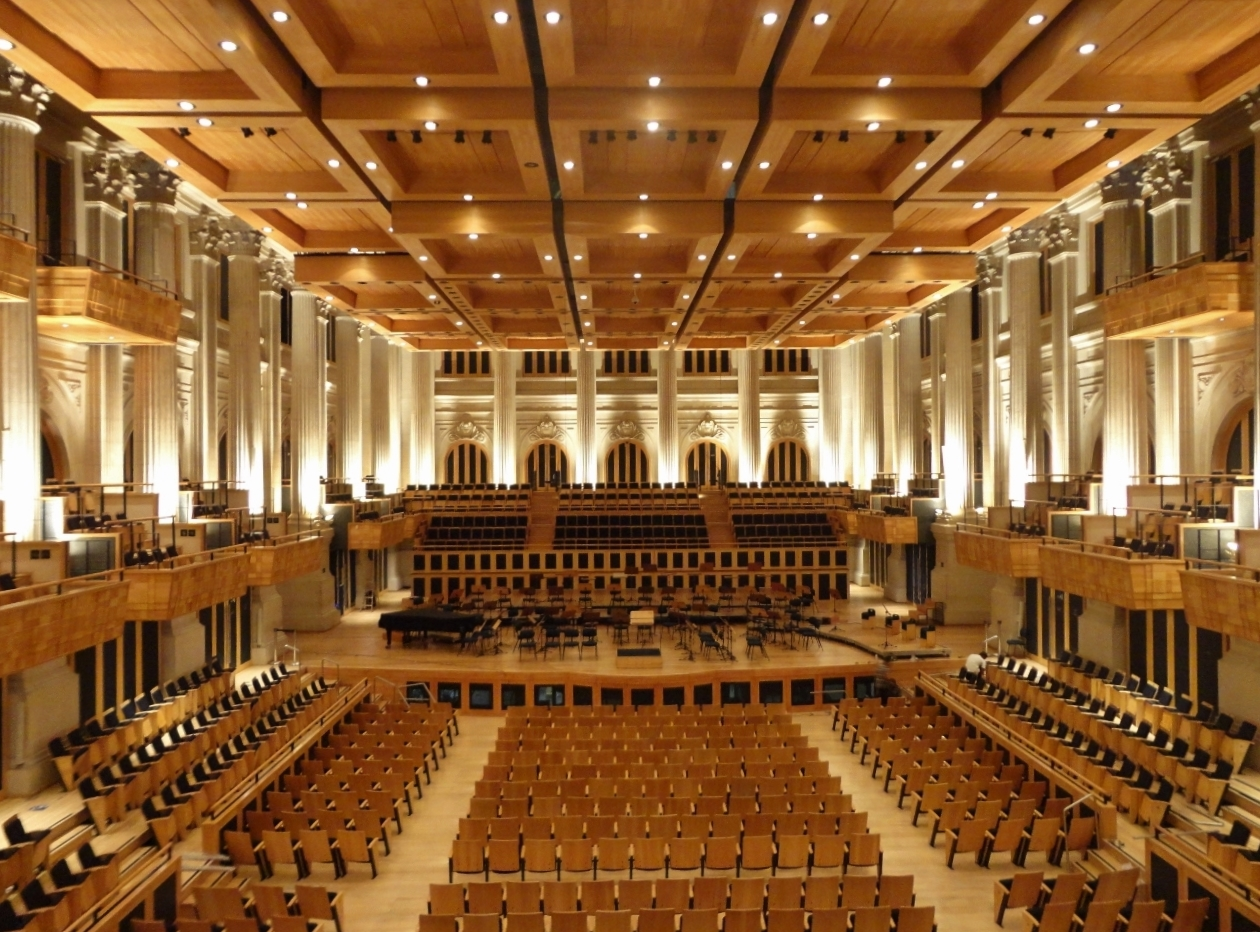

聖保羅音樂廳位於巴西聖保羅，原址是胡里奧·普雷斯特斯車站，早於1938年已經建成，到了90年代，聖保羅州政府決定翻新，1997年11月正式動工，至1999年完成工程，工程完成後，車站成為了一個可容納1500人的音樂廳，其可調較的天花讓不同類型的音樂也能發揮最佳的效果故被英國聲響研究所前主席卓科·確斯評為世界十大音響效果最佳的音樂廳。